# Polymorfism (objektorienterad programmering)
För andra betydelser, se Polymorfism.
Polymorfism innebär inom objektorienterad programmering att flera olika subklasser under en superklass kan hanteras som om de vore instanser av superklassen. Det innebär att klasser med olika behov vad gäller implementering av en viss metod, ändå kan anropas på samma sätt. Den verkställande programkoden finns i respektive subklass, medan det gemensamma gränssnittet definieras i superklassen.

## Programexempel
Antag att klasserna Turtle och Hare båda är subklasser till klassen Animal. I sådana fall kan metoder som är gemensamma för haren och sköldpaddan samlas i klassen Animal, till exempel en metod som skriver ut den aktuella hastigheten med vilken djuret rör sig. Det finns också egenskaper hos en sköldpadda och en hare som är gemensamma, men som inte kan implementeras på samma sätt i de båda klasserna, till exempel springer en hare mycket fortare än en sköldpadda. Sådana metoder lämpar sig mycket väl för att implementeras polymorfiskt.
Följande är ett exempel på en arvshierarki i programmeringsspråket C++ där metoderna run() och walk() används polymorfiskt. Detta program ger följande utskrift:
```
Djuret Sköldpadda har hastigheten 1
Djuret Sköldpadda har hastigheten 2
Djuret Sköldpadda har hastigheten 1
Djuret Hare har hastigheten 1
Djuret Hare har hastigheten 11
Djuret Hare har hastigheten 1

```

Nedan definieras de tre klassernas gemensamma gränssnitt i superklassen, och metoderna implementeras. I huvudprogrammet (där klasserna skapas och anropas) skapas en array som håller pekare till ett objekt av typen Hare och ett objekt av typen Turtle. Sedan skapas en for-loop som itererar över arrayen och anropar metoden print_current_speed() för att sedan anropa de polymorfa metoderna run() och walk() som höjer respektive sänker djurets hastighet. Däremellan anropas print_current_speed() för att kontrollera att hastigheten verkligen förändras.
```
#include
 
<iostream>

#include
 
<string>

class
 
Animal
 
//Den gemensamma superklassen

{

	
protected
:
 
//Attribut som bara har synlighet från subklasser 

		
std
::
string
 
name
;
 
//Djurets namn

		
int
 
speed
;
 
//Djurets hastighet

	
public
:
 
//Metoder med allmän synlighet

		
Animal
(
int
 
s
,
 
std
::
string
 
n
);
 
//Konstruktor

		
void
 
print_current_speed
();
 
//Metod för att skriva ut hastigheten

		
void
 
virtual
 
run
()
 
=
 
0
;
 
//Två virtuella metoder som ändrar djurets hastighet

		
void
 
virtual
 
walk
()
 
=
 
0
;

};

Animal
::
Animal
(
int
 
s
,
 
std
::
string
 
n
)
 
//Implementering av konstruktorn för klassen Animal

{

	
speed
 
=
 
s
;

	
name
 
=
 
n
;
	

}

//Nedan är implementeringen av hastighetsutskriften

void
 
Animal
::
print_current_speed
()
 
{
std
::
cout
 
<<
 
"Djuret "
 
<<
 
name
 
<<
 
" har hastigheten "
 
<<
 
speed
 
<<
 
std
::
endl
;}

class
 
Turtle
:
 
public
 
Animal
 
//Subklassen Turtle

{

	
public
:
 
//Metoder med allmän synlighet

		
Turtle
();

		
void
 
run
();

		
void
 
walk
();

};

Turtle
::
Turtle
()
:
 
Animal
(
1
,
 
"Sköldpadda"
){}
 
//Konstruktorn för Turtle anropar här bara superklassens konstruktor

void
 
Turtle
::
run
()
 
{
speed
++
;}
 
//Sköldpaddans springmetod ökar hastigheten med ett

void
 
Turtle
::
walk
()
 
{
speed
--
;}
 
//Sköldpaddans gåmetod minskar hastigheten med ett

class
 
Hare
:
 
public
 
Animal
 
//Subklassen Hare

{

	
public
:
 
//Metoder med allmän synlighet

		
Hare
();

		
void
 
run
();

		
void
 
walk
();

};

Hare
::
Hare
()
:
 
Animal
(
1
,
 
"Hare"
){}
 
//Konstruktorn för Hare anropar också bara superklassens konstruktor

void
 
Hare
::
run
()
 
{
speed
 
=
 
speed
 
+
 
10
;}
 
//Harens springmetod ökar dock hastigheten med 10

void
 
Hare
::
walk
()
 
{
speed
 
=
 
speed
 
-
 
10
;}
 
//och gåmetoden sänker den följaktligen också med 10

int
 
main
(
int
 
argc
,
 
char
**
 
argv
)
 
//Huvudprogrammet

{

	
Animal
 
*
animal_arr
[
2
];
 
//Deklarera en array med pekare till Animalobjekt

	
animal_arr
[
0
]
 
=
 
new
 
Turtle
();
 
//Här läggs en pekare till ett Turtleobjekt in i arrayen

	
animal_arr
[
1
]
 
=
 
new
 
Hare
();
 
//Här läggs en pekare till ett Hareobjekt in i arrayen

	

	
for
(
int
 
i
 
=
 
0
;
 
i
 
<
 
2
;
 
i
++
)
 
//Här skapas en for-loop som går igenom arrayen

	
{

		
animal_arr
[
i
]
->
print_current_speed
();
 
//Skriv ut hastigheten

		
animal_arr
[
i
]
->
run
();
 
//Anropa springfunktionen för det aktuella objektet

		
animal_arr
[
i
]
->
print_current_speed
();
 
//Skriv ut hastigheten igen

		
animal_arr
[
i
]
->
walk
();
 
//Anropa gåfunktionen för det aktuella objektet

		
animal_arr
[
i
]
->
print_current_speed
();
 
//Skriv återigen ut hastigheten

	
}

	

	
return
 
0
;
 
//Programmet avslutas

}

```

### Fotnoter
1. ↑  Deitel 2014, s 442 ff